# 신현면
신현면은 다음 지역에 위치한 대한민국의 면이다.
- 경기도 인천부에 존재했던 신현면 (新峴面)은 지금의 경기도 시흥시 일부이다.
- 경상남도 거제군에 존재했던 신현면 (新縣面)은 지금의 경상남도 거제시 일부이다.